# 杨尚希
杨尚希（534年—590年），弘农郡华阴县（今陕西省华阴市）人，西魏、北周、隋朝官员。

## 生平
杨尚希幼年丧父，虚龄十一岁时辞别母亲前往长安求学。范阳卢辩见到杨尚希后很是奇异，命令他进入太学学习。杨尚希专精学业，不知疲倦，同辈的人都很推崇佩服他。杨尚希虚龄十八岁时，宇文泰亲临太学举行释奠礼，命令杨尚希讲习《孝经》，杨尚希的言语意义水平很高。宇文泰称赞杨尚希的奇才，赐姓普六茹氏，提拔杨尚希出任国子博士。杨尚希屡次转任舍人，在周明帝、周武帝时期历任太学博士、太子宫尹、计部中大夫，获赐爵高都县侯，出任东京司宪中大夫。大象二年（580年），朝廷命令杨尚希安抚慰问崤山以东、黄河以北的地区，杨尚希到达相州时周宣帝去世，他和相州总管尉迟迥在官署发布皇帝死讯准备仪式。杨尚希出来对随从说：“蜀国公临哭不悲伤，眼神不定，将会有其他图谋。我如果不离去，将会遭遇祸乱。”杨尚希于是趁夜从小道逃走，天亮后尉迟迥才发觉，派几十名骑兵从官道追赶，没能追上，杨尚希于是回到京城。杨坚因为杨尚希是宗室中素有威望的人，又背弃尉迟迥回到京城，对待他非常优厚。等到尉迟迥在武陟驻扎部队时，杨坚派遣杨尚希率领宗室兵三千人镇守潼关，杨尚希很快出任司会中大夫，加上仪同。
开皇元年（581年），杨坚接受禅让称帝。开皇元年二月甲子（581年3月4日），杨尚希出任度支尚书，进爵为公。一年多以后，杨尚希外任河南道行台兵部尚书，加银青光禄大夫。杨尚希见到当时设置的州郡太多，呈递表章说：“从秦朝起统一天下，废封诸侯设置郡守，由汉朝、曹魏到晋朝，国家郡邑屡经变更。私下见当今郡县，比古时成倍增多，有的地不满百里，同时设置几个县，有的民户不满一千，分别由两个郡管辖。备员充数的僚佐太滥，资财耗费日见增多，下吏走卒人数倍加，租税调赋逐年减少。清廉能干的优秀人才，百中无一，动辄需要数万，到何处寻觅？正是所谓民少官多，十只羊由九个人来放牧。琴可以改弦更张，瑟不应胶柱而鼓。如果现在只存要郡去除虚设，合并小郡成为大州，国家就不用虚耗仓粮官帛，而推选举荐则容易觅得贤才，斗胆陈述一孔之见，恭听皇帝决断裁处。”隋文帝读后表示称赞，于是就废置天下各郡。杨尚希很快出任瀛州刺史，还没上任时接受诏令巡察淮河以南地区。返回后，杨尚希于开皇四年四月庚子（584年5月23日）出任兵部尚书。开皇六年十月己酉（586年11月18日），杨尚希转任礼部尚书。
杨尚希心性宽弘敦厚，加之又自学精通，素来很有名望，受朝廷重视。隋文帝当时每天清晨临朝听政，到日过中天也不倦怠，杨尚希进谏说:“周文王因忧国勤政折损寿命，周武王因安乐而延年益寿。希望陛下条举朝政大纲，责求宰相完成。繁琐的事务，不是君主所应操持的。”隋文帝高兴的说:“您真是关爱我的人。”杨尚希自来有脚病，隋文帝对他说:“蒲州出产美酒，可以养病，委屈您轻松治理蒲州。”杨尚希于是外任蒲州刺史，兼任本州宗团骠骑。杨尚希在蒲州时很有利民惠政，又导引汾河，修立堤防，开垦稻田几千顷，百姓因此获利。开皇十年（590年），杨尚希在蒲州去世，虚岁五十七，谥号平。儿子杨旻继承爵位，后改封丹水县公，官至安定郡丞。

## 家庭

### 祖父
- 杨真，北魏天水郡太守

### 父亲
- 杨承宾，北魏冠军将军、商浙直三州刺史

### 夫人
- 元保宜，戎州刺史、河阴公元休祐第四女，大业十二年岁次丙子九月甲寅朔十一日庚午（616年10月26日）因病在河南郡河南县永丰乡永丰里住宅中去世，虚岁六十五，十月甲申朔二日乙酉（616年11月16日）葬于雒阳县三川乡原[1]

### 子女
- 子：杨旻，袭封高都县公，后改封丹水县公，官至安定郡丞。
- 子：杨涛运，随宗卫司功、相州临漳县令。
  - 孙：杨暕[17]，字怀方，延州金城、荆州长林二县令。卒于唐显庆元年（656年）。夫人陇西李氏，有子元珪、元琰。
    - 曾孙：杨元珪
    - 曾孙：杨元琰（640年—718年），参与神龙政变，官至刑部尚书，封魏国公。
      - 玄孙：杨仲嗣，密州刺史。
      - 玄孙：杨仲昌，吏部郎中。

## 延伸阅读
[在维基数据编辑]
 《北史·卷075》，出自李延壽《北史》
 《隋書·卷46》，出自魏徵《隋书》